# Paranthura barnardi
Paranthura barnardi is een pissebed uit de familie Paranthuridae. De wetenschappelijke naam van de soort is voor het eerst geldig gepubliceerd in 1971 door Paul & Robert J. Menzies.